# Зіткнення CRJ700 і UH-60 над Вашингтоном
Зіткнення CRJ700 і UH-60 — авіакатастрофа, що сталася ввечері 29 січня 2025 року (за місцевим часом; близько 2:00 30 січня за GMT), з рейсом 5342 American Eagle Bombardier CRJ700 авіакомпанії PSA Airlines та гелікоптером Sikorsky UH-60 Black Hawk армії США під час заходу на посадку до Вашингтонського аеропорту імені Рональда Рейгана в окрузі Арлінгтон, штат Вірджинія. Після зіткнення в повітрі літак та гелікоптер впали в річку Потомак. На борту літака перебувало 64 людини (60 пасажирів і 4 члени екіпажу), а на борту гелікоптера — 3 людини.

## Передісторія

### Авіасудна
Літак рейсу 5342 American Eagle — це регіональний літак марки Bombardier CRJ-701ER, що зазвичай використовується для польотів на короткі та середні відстані. Літак, що зазнав катастрофи, мав реєстраційний номер N709PS, був переданий American Eagle у грудні 2013 року, коли US Airways і American Airlines об'єдналися. Рейс, який виконувала авіакомпанія PSA Airlines, стартував у Вічіті, штат Канзас, і прямував до Національного аеропорту імені Рональда Рейгана у Вашингтоні (DCA).
Гелікоптер марки Sikorsky UH-60 Black Hawk армії Сполучених Штатів мав позивний «PAT25», означає пріоритетний рейс повітряного транспорту для уряду чи високопосадовців США. Гелікоптер вилетів з аеропорту форту Белвуар, штат Вірджинія, і мав екіпаж із трьох військовиків; на борту не було керівників чи вищих посадових осіб. Офіційні особи Joint Task Force–National Capital Region повідомили, що вертоліт належав роті B 12-го авіаційного батальйону і під час катастрофи перебував у навчальному польоті.

### Пасажири та екіпаж
На борту авіалайнера перебували 60 пасажирів і 4 члени екіпажу, а на гелікоптері — екіпаж із 3 військовослужбовців.

### Авіакомпанії та авіакатастрофи
Ця аварія стала першою смертельною аварією для American Airlines після рейсу 587 12 листопада 2001 року; перша катастрофа зареєстрованого в США цивільного авіалайнера зі смертельними наслідками в Сполучених Штатах після рейсу 3407 Colgan Air 12 лютого 2009 року; перша авіакатастрофа авіалайнера зі смертельним результатом у Сполучених Штатах після рейсу 214 Asiana Airlines 6 липня 2013 року; і перша велика аварія за участю цивільного авіалайнера у 2025 році.

## Катастрофа
Менш ніж за 30 секунд до зіткнення авіадиспетчер запитав екіпаж вертольота, чи бачать вони рейс 5342. Член екіпажу відповів, що бачить лайнер, і попросив «візуальне відокремлення» від літака. За кілька секунд до зіткнення авіадиспетчер наказав вертольоту пройти позаду рейсу 5342.
О 20:48 за північноамериканським східним часом, рейс 5342 зіткнувся з гелікоптером Black Hawk, вибухнув, а потім впав на середину річки Потомак. Радіотранспондер рейсу 5342 припинив передачу на висоті близько 700 м при наближенні до ЗПС 33. Інцидент знято вебкамерою в Центрі виконавських мистецтв імені Джона Ф. Кеннеді. На іншому відео видно короткий вогняний слід. CRJ700 «розколовся навпіл» у річці, а гелікоптер впав у річку перевернутим поруч із розбитим літаком.
Пілот іншого літака підтвердив авіадиспетчеру, що бачив аварію, і повідомив, що бачив сигнальні ракети, запущені з протилежного боку Потомака.

### Жертви
Через кілька годин після катастрофи правоохоронні органи почали знаходити тіла та повідомляти ЗМІ про кількість жертв. CBS News повідомляє, що станом на 6:45 ранку за місцевим часом було знайдено щонайменше 30 тіл. Щонайменше три пасажири мали громадянство Росії та ще двоє — Китаю.
Федерація фігурного катання США підтвердила, що на борту перебували, зокрема, спортсмени, тренери та члени їхніх родин, які поверталися додому після участі в Національному таборі розвитку, який проводили разом із чемпіонатом США з фігурного катання в Уічіто. На борту перебували чемпіони світу 1994 року в парному катанні у складі збірної Росії Євгенія Шишкова і Вадим Наумов, а також бронзовий призер чемпіонату СРСР 1979 року в парному катанні Інна Волянська і колишній російський фігурист Олександр Кірсанов, які займалися тренерською роботою з американською збірною.
Список загиблих спортсменів: Спенсер Лейн; Джина Хан; Едді Чжоу; Еверлі Лівінгстон, Лідія Лівінгстон; Франко Апарісіо; Шон Кей; Анджела Янг.

## Наслідки
Через кілька хвилин після зіткнення авіадиспетчери DCA почали направляти авіасудна, що лишались у повітрі, до найближчих аеропортів, включаючи міжнародний аеропорт Даллеса та міжнародний аеропорт Балтімор/Вашингтон. Загалом 39 рейсів що прямували до аеропорту імені Рональда Рейгана було перенаправлено.  Диспетчери аеропорту імені Рональда Рейгана призупинили всі зльоти та посадки і закрили аеропорт «щонайменше до 11 ранку четверга» (за місцевим часом).
Перше повідомлення про зіткнення надійшло до столичної поліції о 20:53 вечора за місцевим часом. На місце події прибув персонал екстреної допомоги, зокрема співробітники пожежної та екстреної медичної служби округу Колумбія. На пошуки постраждалих і тих, хто вижив, спрямували пожежні катери. Поліція штату Мериленд направила водолазів на місце аварії. Для допомоги в пошуках виділили літаки Департаменту столичної поліції округу Колумбія, поліції парків США, поліції природних ресурсів штату, поліції округу Принс-Джордж і поліції округу Ферфакс.
Рештки авіалайнера занурилися на глибину 2,4 метра. Надзвичайну ситуацію ускладнили низькі температури, сильний вітер та ожеледь; найближчий буй до місця аварії зафіксував температуру води 2 °C. Водолазні роботи ускладнювалися відсутністю освітлення та каламутністю води. Управління громадського транспорту Вашингтона направило «автобуси з підігрівом» і продовжило роботу Срібної лінії метро, щоб допомогти надати допомогу. Кілька комерційних яхт вирушили до місця аварії, щоб допомогти пошуково-рятувальним операціям.
Представники Федерального бюро розслідувань заявили, що агентство допоможе з реагуванням і що жодних ознак тероризму немає.

## Розслідування

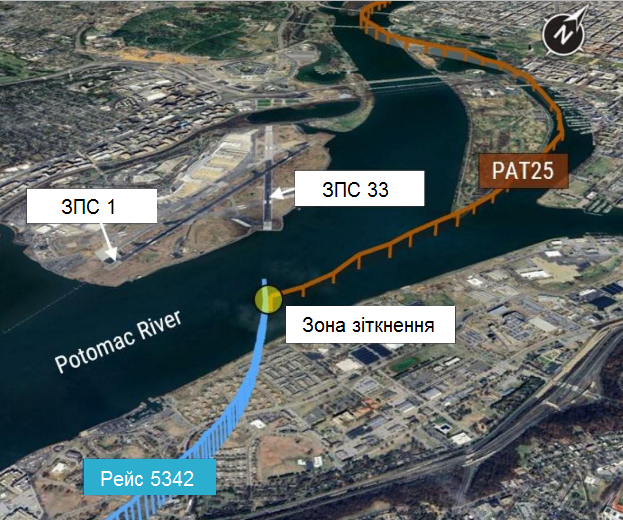
Схема зіткнення

Національна рада з безпеки на транспорті (NTSB), Федеральна авіаційна адміністрація (FAA), Міністерство оборони США та армія США розслідуватимуть зіткнення.
11 березня 2025 року NTSB опублікувало свій попередній звіт.
У цьому конфлікті двох повітряних суден брали участь три групи людей: два екіпажі та диспетчер управління повітряним рухом аеропорту.
Зіткнення сталося о 2047:59 за місцевим часом (0147:59 UTC).
О 2047:58, тобто за одну секунду до зіткнення пасажирський літак почав збільшувати кут тангажу. Реєстратор параметрів польоту показав, що кермо висоти було відхилене практично повністю на кабрування.
О 2047:40, тобто за 19 секунд до удару, екіпаж SRJ отримав звуковий сигнал від системи TCAS: «Traffic! Traffic!». Цей сигнал супроводжується появою бурштинової (amber) мітки на пілотажному індикаторі. За нею можна визначити приблизний напрямок на об'єкт, що конфліктує, але немає інформації про рекомендований маневр для уникнення зіткнення. Особливістю цього сигналу є його консультативність. Від екіпажу не вимагається негайних дій. Екіпаж витратив 18 секунд на візуальний пошук борту, що конфліктує, і почав діяти занадто пізно.
При зниженні на висоту нижче 900 футів TCAS відключає команди на маневр ухилення і залишає тільки консультативний сигнал.
О 2047:39, тобто за 20 секунд до зіткнення, зафіксовано сигнал тривоги у диспетчера. Але єдине, що він зробив для запобігання зіткненню, це уточнив, чи спостерігає екіпаж вертольота за пасажирським літаком. На що отримав ствердну відповідь.

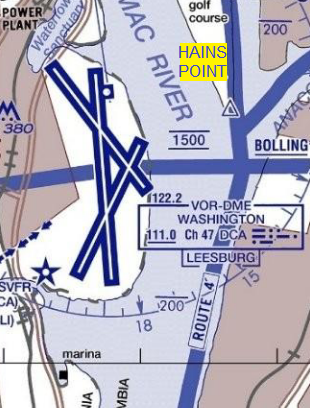
Карта маршрутів гелікоптерів

Відхиленням від стандартної практики управління повітряним рухом був той факт, що диспетчер дозволив екіпажу гелікоптера продовжувати рух за маршрутом, попри той факт, що в цей час виконувався захід на ЗПС 33. Опубліковано інтерв'ю Army Chief Warrant Officer 5 David Van Vechten Jr. Він сказав, що йому диспетчер ніколи не дозволяв рух на південь уздовж річки, коли виконували захід літаків на ЗПС 33, а давав команду зависнути й очікувати на краю острова Hains Point.
Екіпаж вертольота не отримував жодних попереджувальних сигналів про небезпеку. Вони були впевнені, що спостерігають літак. Що вони спостерігали насправді поки що невідомо. Відомо тільки, що командирка, яка пілотувала вертоліт, була в окулярах нічного бачення.
30 липня 2025 року NTSB опублікувало досьє свого розслідування.

## Реакція

### Федеральний рівень
Президент США Дональд Трамп опублікував заяву, в якій назвав аварію «жахливою аварією», подякував рятувальникам і сказав про жертв: «Нехай Бог благословить їхні душі». Також Трамп сказав в ефірі Truth Social, що «аварія була поганою ситуацією, якій треба було запобігти». Віцепрезидент Дж. Д. Венс попросив «роздумів і молитов». Шон Даффі, який напередодні склав присягу як міністр транспорту, сказав, що стежить за розвитком подій зі штаб-квартири FAA. Сенатори від Канзасу Роджер Маршалл і Джеррі Моран заявили, що спілкуються з владою щодо зіткнення. Дон Бейєр, представник США в окрузі, де розташований аеропорт, сказав, що він спілкувався з представниками аеропорту щодо катастрофи.

### Штати
Уес Мур, губернатор штату Меріленд, підвищив статус Центру надзвичайних операцій штату Меріленд до «Підвищеного», щоб допомогти в проведенні операцій з відновлення. Лора Келлі, губернатор штату Канзас, заявила, що спілкувалася з владою щодо зіткнення. Гленн Янгкін, губернатор штату Вірджинія, заявив, що рятувальники з Північної Вірджинії були направлені для допомоги у відновленні.